# Herb obwodu twerskiego
Herb obwodu twerskiego – jeden z symboli tegoż obwodu został przyjęty 28 listopada 1996 r. Wzorowany jest on na herbie istniejącej w okresie cesarstwa rosyjskiego guberni twerskiej, który z kolei nawiązuje do herbu stolicy regionu - Tweru.
Herb obwodu przedstawia tarczę herbową barwy czerwonej, a na niej wizerunek złotego tronu stojącego na złotym postumencie. Na tronie leży zielona poduszka, a na niej znajduje się korona wielkich książąt moskiewskich i carów Rosji - tzw. Czapka Monomacha
Herb obwodu twerskiego umieszczony jest także na flagi regionu.
Herb obwodu nawiązuje do herbu stolicy regionu - Tweru, przedstawiającego złoty stołek książęcy, na nim zielną poduszkę, na której leży korona. 

## Galeria

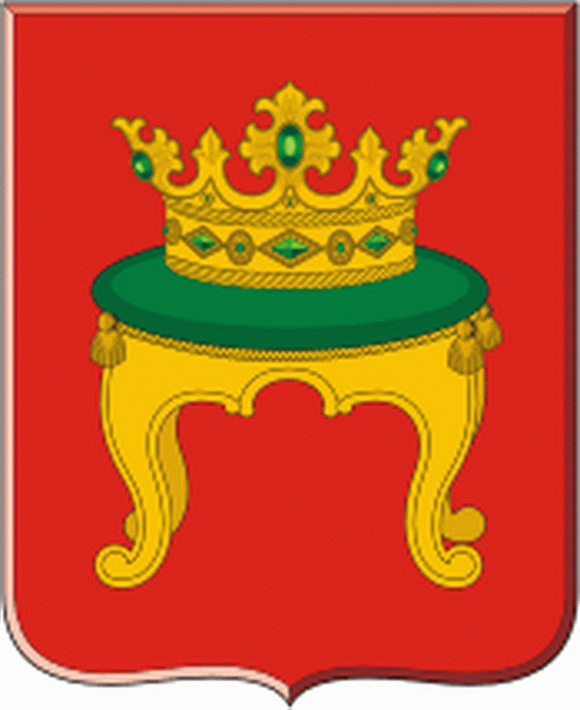
herb Tweru - podstawa opracowania herbów regionu
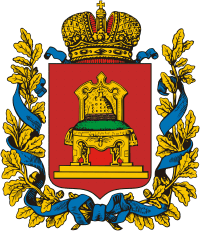
herb guberni twerskiej